# Saint-Jean-lès-Longuyon
 Saint-Jean-lès-Longuyon  là một xã của tỉnh Meurthe-et-Moselle, thuộc vùng Grand Est, đông bắc nước Pháp.